# Casino d’Helsinki
 (juin 2024).
Si vous disposez d'ouvrages ou d'articles de référence ou si vous connaissez des sites web de qualité traitant du thème abordé ici, merci de compléter l'article en donnant les références utiles à sa vérifiabilité et en les liant à la section « Notes et références ».
Le casino d’Helsinki est un casino à Helsinki en Finlande, situé dans la maison de Fennia à moins de cinq minutes de marche de la gare centrale d’Helsinki.

## Présentation
Le casino est détenu par Veikkaus, une entreprise détenue par le gouvernement, et est l’un des cinq casinos dans le monde, et le deuxième en Finlande, à donner la totalité de leurs profits à un organisme de bienfaisance,. Un autre casino à statut caritatif en Finlande se nomme Paf qui lègue tous ses bénéfices l’archipel de Åland. Le casino d’Helsinki a environ 100 employés, et a eu environ 305 000 visiteurs en 2009 avec un bénéfice de 30 millions d’euros.
Le casino est ouvert 363 jours dans l’année de 12h à 4h. Il détient pas loin de 300 machines à sous, plus de 20 jeux de table et une salle de poker. Dispose de deux étages sur un espace total d'environ 2 600 mètres carrés.

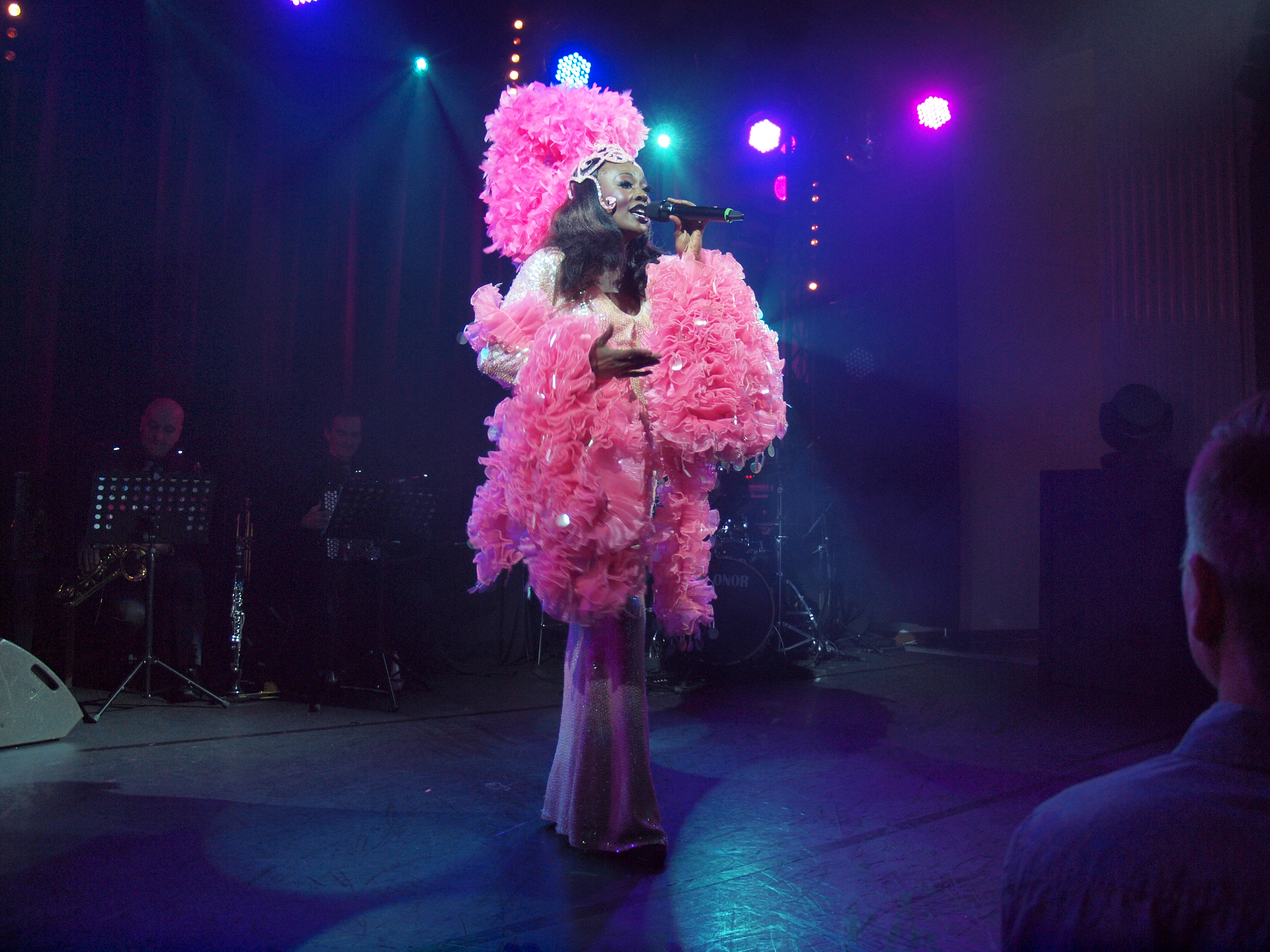
Le casino d’Helsinki dispose d’un restaurant-spectacle qui combine la restauration et du divertissement.

## Jeux

### Jeux de table
La séléction de jeux de table comprend la roulette, blackjack, le « oasis » poker, baccarat et le « Dynamic Poker Pro ».

### Poker
Il y a 7 tables de poker dans le casino. Suivant de la demande, ils peuvent proposer des variantes de poker comme le : Texas Hold'em, Omaha poker, Stud à cinq cartes, Stud à sept cartes, poker chinois, et le Dealer Choice poker. En plus des jeux d’argent, le casino d’Helsinki organise des tournois hebdomadaires et même un championnat annuel finlandais de poker.
La type de poker le plus populaire au casino d’Helsinki est le Texas Hold'em et le Omaha Hold'em. Le casino prélève une commission (« rake ») de 5% sur les mises des jeux d'argent jusqu'à 10€.

### Jackpot Bad Beat
Toutes les parties ordinaires de poker en cash au Casino Helsinki bénéficient du jackpot « bad beat ». Si 6 joueurs ou plus ont reçu une main et que le jeu se termine au flop, un euro de commission est prélevé sur le montant (en plus de la commission normale) et est versé au jackpot.
En septembre 2021 le gérant Veikkaus a ajouté une limite de perte à ses machines à sous en libre-service.